# Hanns Wolf (Komponist)

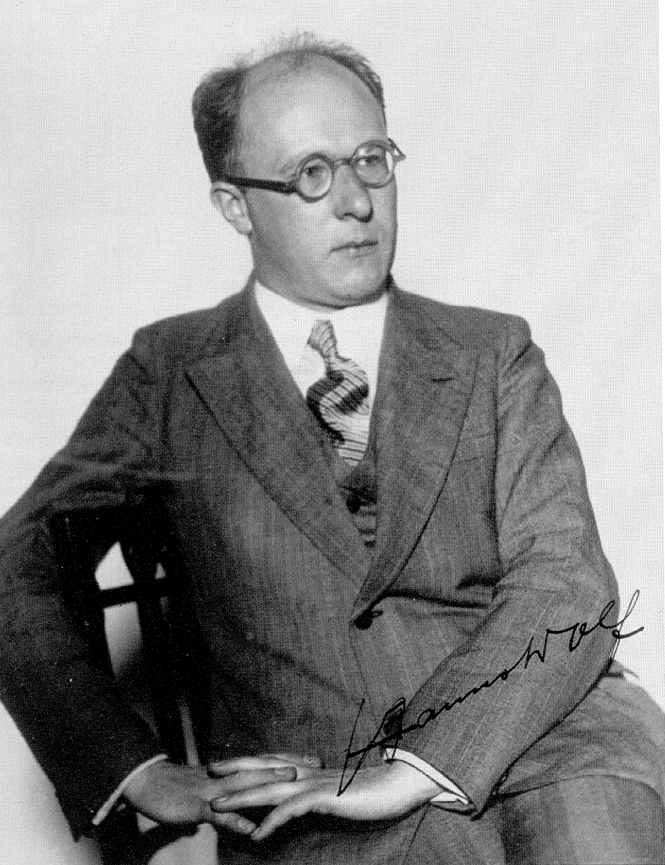
Hanns Wolf in Coburg

Hanns Wolf (* 7. Juni 1894 in Bamberg; † 2. Juli 1968 in Füssen) war ein deutscher Pianist, Komponist und Klavierpädagoge.

## Leben
Aufgewachsen in einem musikalischen Elternhaus, erhielt Hanns Wolf seine umfassende musikalische Ausbildung von 1908 bis 1912 an der kgl. Musikschule in Würzburg; Klavier lernte er bei Henry van Zeyl, einem der letzten Schüler von Franz Liszt, und Komposition bei Max Meyer-Olbersleben. Gerade 15 Jahre alt, debütierte Wolf erstmals öffentlich in seiner Heimatstadt Bamberg. Schon 1912 lehrte er an der Musikschule Essen und 1913 am neugegründeten Konservatorium in Elbing als dessen künstlerischer Leiter. Von 1914 bis 1924 als Klavierlehrer an der Musikschule Aschaffenburg tätig, betrieb er gleichzeitig weitere Studien bei den Pianisten Willy Rehberg und Alfred Hoehn im nahe gelegenen Frankfurt/Main.
Im Jahr 1924 wurde er von Heinrich Kaspar Schmid an die städt. Musikschule Augsburg (seit 1925 Konservatorium) berufen, wo er auch die Professur erhielt. Gastspiele und Konzerte in fast allen deutschen Metropolen, in Österreich, Italien, den Niederlanden und Polen sowie Übertragungen der Rundfunkanstalten Berlin, München, Saarbrücken und Hilversum u. a. unter den Dirigenten Willem Mengelberg, Ed. v. Beinum, GMD Friedrich (Berlin), Hans Swarowsky (Danzig) sowie Otto Klemperer und G. L. Jochum mehrten seinen Ruf. Eine Berufung um 1930 an die Wiener Akademie unter Josef Marx nahm er zu Gunsten seiner Wahlheimat Augsburg nicht an. Einer Einladung 1937 von Henry Wood (London), der Wolf nach England brachte, setzten die politischen Ereignisse abrupt ein Ende.
Hanns Wolf zählte von Mitte der 1920er bis Mitte der 1940er Jahre zu den namhaften deutschen Pianisten und genoss als hervorragender Pädagoge großes Ansehen. Seine Kompositionen, von denen 1944 ein Großteil in Augsburg durch einen Luftangriff der Alliierten vernichtet wurden, schrieb er vorwiegend für den eigenen Gebrauch. Als er nicht mehr konzertierte, gerieten sie in Vergessenheit, bis ein kleiner Teil davon 1995 wieder aufgefunden wurde und nun wieder auf Konzertprogrammen im In- und Ausland zu finden sind. Die Nachkriegswirren und sein Gesundheitszustand versagten es ihm, die Erfolge der Jahre 1920 bis 1945 fortzusetzen.

## Werke
Wolf komponierte Orchester-, Vokal - und Kammermusik, zahlreiche Klavierwerke (s. Staatsbibliothek München), die teilweise auch verlegt wurden.
- Klavierstücke op. 9 (um 1916); Ernst und Scherz op. 13  (10 Klavierstücke um 1926)
- Springbrunnen (Konzertetüde um 1932)
- Konzertparaphrase a. d. Walzer „Wiener Blut“ v. J. Strauß (um 1927)
- Leichte Spielmusik (10 kleine Klavierstücke 1932)
- Konzert für Klavier u. großes Orchester cis-moll (1929) der Herzogin Victoria Adelheit v. Sachsen-Coburg und Gotha (1885-1970)  gewidmet – UA 10.1.1936, Coburg. Menuett im Stile von Leopold Mozart (1934)
- Vier Bauerntänze für Streichorchester op 7 (1936), „Fünf Tänze aus Franken“ zu 4 Händen (1939)
- Variationen ü.e. Thema v. Rameau für Klavier u. Kammerorchester

## Diskographie
- Klavierkonzert cis-Moll mit „Exotischer Tanzszene“ (Dana Borsan, Klavier, Orch. Nationala Radio Bucuresti, Dir.: L. Bacs)
- Menuett f. Kl. im Stile v. Leop. Mozart
- Springbrunnen (Konzertstück für Klavier)
- Konzertparaphr. a.d. Walzer „Wiener Blut“ v. Joh. Strauß
- Vier Bauerntänze (Orch. de Camera Radio Bucuresti, Dir.: L. Bacs) (KU-Classics, 29002 / 4/6-1999)

| Personendaten    | Personendaten                                    |
| ---------------- | ------------------------------------------------ |
| NAME             | Wolf, Hanns                                      |
| KURZBESCHREIBUNG | deutscher Pianist, Komponist und Klavierpädagoge |
| GEBURTSDATUM     | 7. Juni 1894                                     |
| GEBURTSORT       | Bamberg                                          |
| STERBEDATUM      | 2. Juli 1968                                     |
| STERBEORT        | Füssen                                           |